# Broken Social Scene (album)
Albums de Broken Social Scene
Bee Hives
(2004) Spirit If...
(2007)
Broken Social Scene est le troisième album du groupe Broken Social Scene, sorti en 2005. L'album devait originellement s'appeler Windsurfing Nation.
Des musiciens extérieurs au collectif sont intervenus sur cet album. Il s'agit de K-os, de Jason Tait (membre de The Weakerthans) et de Murray Lightburn (membre de The Dears).
Comme l'album précédent en 2002, You Forgot it in People, cet album a reçu le Prix Juno du meilleur album de musique alternative pour l'année 2005.
La première édition de cet album était commercialisée avec un EP bonus de 7 titres EP To Be You and Me, inspiré du livre documentaire pour la jeunesse de Marlo Thomas, Free To Be... You and Me. La version japonaise de l'album comporte toujours cet EP bonus. La version vinyle de cet album comportait deux disques ; les trois premières faces étaient constituées de l'album et la quatrième de l'EP.
L'accueil critique a été très positif, notamment de la part de Pitchfork, avec une note de 8,4/10.

## Liste des titres
| No  | Titre                                       | Durée |
| --- | ------------------------------------------- | ----- |
| 1.  | Our Faces Split the Coast in Half           | 3:42  |
| 2.  | Ibi Dreams of Pavement (A Better Day)       | 4:27  |
| 3.  | 7/4 (Shoreline)                             | 4:53  |
| 4.  | Finish Your Collapse and Stay for Breakfast | 1:24  |
| 5.  | Major Label Debut                           | 4:28  |
| 6.  | Fire Eye'd Boy                              | 3:59  |
| 7.  | Windsurfing Nation                          | 4:36  |
| 8.  | Swimmers                                    | 2:55  |
| 9.  | Hotel                                       | 4:35  |
| 10. | Handjobs for the Holidays                   | 4:39  |
| 11. | Superconnected                              | 5:39  |
| 12. | Bandwitch                                   | 6:58  |
| 13. | Tremoloa Debut                              | 0:59  |
| 14. | It's All Gonna Break                        | 9:55  |

### EP To Be You and Me
| No | Titre                                             | Durée |
| -- | ------------------------------------------------- | ----- |
| 1. | Her Disappearing Theme                            | 2:54  |
| 2. | Canada vs. America                                | 6:08  |
| 3. | Baroque Social                                    | 3:02  |
| 4. | No Smiling Darkness/Snake Charmers Association    | 5:37  |
| 5. | All My Friends                                    | 2:42  |
| 6. | Major Label Debut (Fast)                          | 3:12  |
| 7. | Feel Good Lost Reprise                            | 3:02  |
| 8. | All the Gods (uniquement sur l'édition japonaise) |       |